# Illa Birnie
Birnie és l'illa més petita de les illes Fènix, a la república de Kiribati. És deshabitada.

## Geografia
Està situada a 100 km al sud-est de l'illa Canton i a 90 km al nord-oest de Rawaki. És una illa petita de corall, d'1,2 km de llarg i 0,5 km d'ample. La superfície total és de 0,2 km².
La llacuna interior està pràcticament seca, i tota l'illa està coberta de vegetació baixa. Hi ha una gran colònia d'aus marines. El 1975 va ser declarada reserva natural.

## Història
L'illa Birnie va ser descoberta, el 1823, pel balener de Londres Sydney Packet. El capità Emment li va posar el nom de la seva naviliera, Alexander Birnie & Co.
A la dècada del 1860 va ser reclamada pels Estats Units per extreure'n guano, però no es va arribar a explotar aquest recurs. El 1889 els britànics hi van declarar el protectorat. El 1937 es va incorporar a la colònia britànica de les illes Gilbert i Ellice, fins a la independència de Kiribati, el 1979.